# The Volunteer
The Volunteer: The True Story of the Resistance Hero who Infiltrated Auschwitz – książka wydana w 2019 roku przez Jacka Fairweathera opowiadająca historię Witolda Pileckiego.

## Historia
Brytyjski pisarz i dziennikarz, pełniący między innymi funkcję szefa biura brytyjskiego dziennika „Daily Telegraph" w Bagdadzie i fotoreportera amerykańskiego „Washington Post" w Afganistanie Jack Fairweather o Witoldzie Pileckim dowiedział się w 2011 roku, kiedy jeden dziennikarzy opowiedział mu o swojej podróży do Auschwitz. W 2012 roku raport Pileckiego (tzw. pierwszy raport) został przetłumaczony na język angielski. Czytając raport pochodzący z października 1940 roku w którym Pilecki apeluje o zbombardowanie obozu zrozumiał, że gdyby alianci wtedy to zrobili być może „nie byłoby Holokaustu”. W swojej książce nie tylko opowiedział historię Witolda Pileckiego, ale odtworzył też jego dramatyczną ucieczkę z obozu. Pisząc książkę Faiweather chciał odpowiedzieć na pytanie: „jak zwykły człowiek znalazł moralną siłę, by rozpracować i ujawnić największe niemieckie zbrodnie, gdy inni odwracali wzrok?”.
Książka The Volunteer: The True Story of the Resistance Hero who Infiltrated Auschwitz ukazała się w 2019 roku. Została wydana równocześnie przez dwa wydawnictwa Harper Collins w USA i Penguin Random House  w Wielkiej Brytanii.  24 czerwca 2019 roku w polskim konsulacie w Nowym Jorku odbyła się jej premiera. Instytut Pileckiego był współorganizatorem trasy promocyjnej ze spotkaniami w Waszyngtonie, Chicago, Londynie i Warszawie.
W styczniu 2019 roku jury nagrody Costa Book Awards w składzie: Sian Williams jako przewodniczący, komik i pisarz Ben Miller, aktor Hugh Quarshie i prezenterka Anneka Rice uznało ją najlepszą książką roku. Nagroda wynosi 35 tysięcy funtów.

## Treść
Witold Pilecki należał do ruchu oporu. W lipcu 1940 roku, gdy dotarła do niego informacja o powstaniu w Oświęcimiu obozu koncentracyjnego, pozwolił schwytać się w łapance i wywieźć do obozu. Jego zadaniem było sprawdzenie co tam się dzieje i poinformowanie o tym Armii Krajowej. W Oświęcimiu stworzył podziemną siatkę. Meldunki przekazywał przez uciekinierów lub osoby zwalniane z obozu. Były one wysyłane do Anglii, a rząd na uchodźstwie przekazywał je sojusznikom. Jednak ani Rooswelt, ani Churchill nie reagowali. W kwietniu 1943 roku Pilecki uciekł z obozu. Spisał swoje wspomnienia. Brał udział w powstaniu warszawskim. Po wojnie został aresztowany przez UB i po torturach skazany na karę śmierci. Wyrok wykonano 25 maja 1948 roku.

## Tłumaczenia
Do 2021 roku książka została przetłumaczona na  25 języków ( w tym hebrajski) i sprzedała się w nakładzie blisko 500 000 egzemplarzy.
- We wrześniu 2020 roku polskie tłumaczenie Arkadiusza Romanka Ochotnik. Prawdziwa historia tajnej misji Witolda Pileckiego zostało wydane przez Społeczny Instytut Wydawniczy Znak i Instytut Solidarności i Męstwa im. Witolda Pileckiego[11].
- W październiku 2022 roku ukazało się tłumaczenie na język niemiecki Der Freiwillige z języka angielskiego przez Sylvię Bieker i Henriette Zeltner-Shane. Wydawcą było wydawnictwo Custom House[12].